# Mount Speke
Mount Speke (auch Duwoni) ist ein Bergmassiv im Ruwenzori-Gebirge in Uganda. Sein höchster Gipfel, die Vittorio-Emanuele-Spitze, ist mit 4890 m nach dem Mount Stanley die zweithöchste Erhebung im Ruwenzori und die fünfthöchste in Afrika.

## Gipfel
Die Einzelgipfel des Mount Speke sind:
| Gipfel                   | Höhe   | Namensgeber                                         |
| ------------------------ | ------ | --------------------------------------------------- |
| Vittorio-Emanuele-Spitze | 4890 m | Vittorio Emanuele III., König von Italien.          |
| Ensonga                  | 4865 m |                                                     |
| Johnston-Spitze          | 4834 m | Henry Hamilton Johnston, englischer Afrikaforscher. |
| Trident                  | 4572 m |                                                     |

## Geschichte

### Entstehung des Namens
Für das Volk der Bakonjo heißt der Berg Duwoni. Der heute übliche Name wurde von Ludwig Amadeus von Savoyen vergeben und erinnert an den Afrikaforscher John Hanning Speke.

### Erstbesteigung

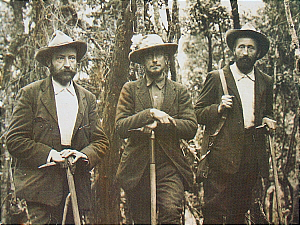
Ludwig Amadeus von Savoyen mit César Ollier und Joseph Petigax

Mount Speke wurde erstmals am 23. Juni 1906 durch Ludwig Amadeus von Savoyen zusammen mit den Bergführern Joseph Petigax, César Ollier und Josef Brocherel im Rahmen der Expedition zur Erforschung des Ruwenzori bestiegen.

## Routen zum Gipfel
Mount Baker wird normalerweise ausgehend von der Bujuku Hut als Tagestour über den Stuhlmann-Pass und den Südwestgrat bestiegen. Vom Speke-Gletscher sind nur noch Reste vorhanden, die bei Aufstieg umgangen werden können.